# Robert Livingston (giudice)
Robert Robert Livingston (chiamato anche The Judge; 1718 – Clermont, 9 dicembre 1775 ) è stato un influente politico americano dell'epoca coloniale, nonché uno dei principali esponenti del partito Whig a New York negli anni precedenti alla Rivoluzione americana.

## Primi anni
Robert R. Livingston nacque nell’agosto del 1718 presso il Clermont Manor, situato nella Provincia di New York, all’epoca parte dell’America britannica. Era figlio unico di Robert Livingston (1688–1775), noto come “Robert di Clermont”, e di Margaret Howarden (1693–1758). Sua madre era figlia di un ricco mercante inglese di New York e nipote del capitano Isaac Bedlow, un ugonotto cui è intitolata Bedloe's Island.
I suoi nonni paterni erano Robert Livingston il Vecchio (1654–1728) e Alida Schuyler Van Rensselaer Livingston (1656–1727), figlia di Philip Pieterse Schuyler (1628–1683) e vedova di Nicholas Van Rensselaer. Suo zio era Philip Livingston (1686–1749), secondo Signore di Livingston Manor. Il suo bisnonno era il reverendo John Livingston, ministro della Chiesa di Scozia, morto in esilio nel 1673.

## Carriera
Livingston, noto come Judge Livingston per distinguerlo dal padre omonimo e da altri membri illustri della famiglia Livingston, fu membro dell'Assemblea Provinciale di New York dal 1759 al 1768. Ricoprì l'incarico di giudice del tribunale dell'ammiragliato dal 1760 al 1763. Nel 1765 fu delegato al Congresso dello Stamp Act,, e nel 1775 fu membro del Comitato dei Cento, organismo che governò temporaneamente la città di New York.
Dal 1763 al 1775, esercitò le funzioni di giudice presso la Corte Suprema di Giudicatura dello Stato di New York.

## Famiglia
Nel 1742, Livingston sposò Margaret Beekman (1724–1800), figlia del colonnello Henry Beekman e di Janet Livingston (sua cugina di secondo grado), discendente di Wilhelmus Beekman ed erede di vasti possedimenti terrieri nelle contee di Dutchess e Ulster. La coppia ebbe numerosi figli, tra cui:
- Janet Livingston (1743–1824), sposò il generale Richard Montgomery (1738–1775) nel 1773.
- Robert R. Livingston (1746–1813), Cancelliere dello Stato di New York, sposò Mary Stevens, figlia di John Stevens, nel 1770.
- Margaret Livingston (1749–1823), sposò Thomas Tillotson (1750–1832), chirurgo militare e successivamente Segretario di Stato di New York.
- Henry Beekman Livingston (1750–1831), comandante del 4º Reggimento di New York nelle battaglie di Saratoga e Monmouth, nonché durante l’inverno a Valley Forge. Nel 1781, sposò Ann Hume Shippen, figlia del professore William Shippen e di Alice Lee, di Philadelphia.
- Catharine Livingston (1752–1849), sposò Freeborn Garrettson (1752–1827) nel 1791, contribuendo alla diffusione del metodismo nella valle del fiume Hudson.
- John R. Livingston (1755–1851), mercante che rilevò la polveriera del padre durante la Guerra d’Indipendenza americana. Sposò in prime nozze Margaret Sheafe nel 1779, e in seconde nozze Eliza McEvers, figlia di Charles McEvers e Mary Bache, nel 1789. Eliza era sorella della prima moglie del fratello Edward.
- Gertrude Livingston (1757–1833), sposò il governatore Morgan Lewis (1754–1844), figlio di Francis Lewis (1713–1802), firmatario della Dichiarazione d'indipendenza degli Stati Uniti d'America.
- Joanna Livingston (1759–1827), sposò Peter R. Livingston (1766–1847), Vicegovernatore di New York ad interim.
- Alida Livingston (1761–1822), sposò John Armstrong Jr. (1758–1843), senatore, Segretario alla Guerra degli Stati Uniti e ambasciatore in Francia. Era figlio del generale John Armstrong Sr.
- Edward Livingston (1764–1836), senatore e Segretario di Stato degli Stati Uniti. Sposò Mary McEvers nel 1788, e dopo la sua morte si unì in seconde nozze a Madame Louise Moreau de Lassy nel 1805, sorella di Auguste Davezac.

Livingston morì il 9 dicembre 1775 nella sua tenuta di Clermont, New York, pochi mesi dopo la morte del padre, avvenuta il 27 giugno dello stesso anno.

### Discendenza
Attraverso il figlio maggiore, John R. Livingston, fu nonno di Robert Montgomery Livingston (1790–1838), che sposò Sarah Barclay Bache nel 1811. Livingston e suo padre furono noti per le dispute con Cornelius Vanderbilt e Thomas Gibbons riguardo l'attività di navigazione a vapore e lo smantellamento del monopolio gestito dal Chancellor Livingston e dal governatore Aaron Ogden, in seguito alla storica sentenza della Corte Suprema nel caso Gibbons v. Ogden.
Uno dei suoi nipoti acquisiti fu George Croghan, nipote dell’esploratore William Clark, mentre tra gli altri discendenti figurano Lewis Livingston, Charles Edward Livingston e George Rogers Clark. Le sue nipoti includevano Margaret Lewis, Elizabeth Stevens Livingston, Margaret Maria Livingston, Julia Livingston e Coralie Livingston.
Attraverso il cancelliere Robert R. Livingston, fu bisnonno di Mary Livingston Ludlow (1843–1919), madre della sua trisnipote Anna Hall Roosevelt (1863–1892), a sua volta madre della First Lady degli Stati Uniti Eleanor Roosevelt (1884–1962).